# Grunder Mühle (Leverkusen)

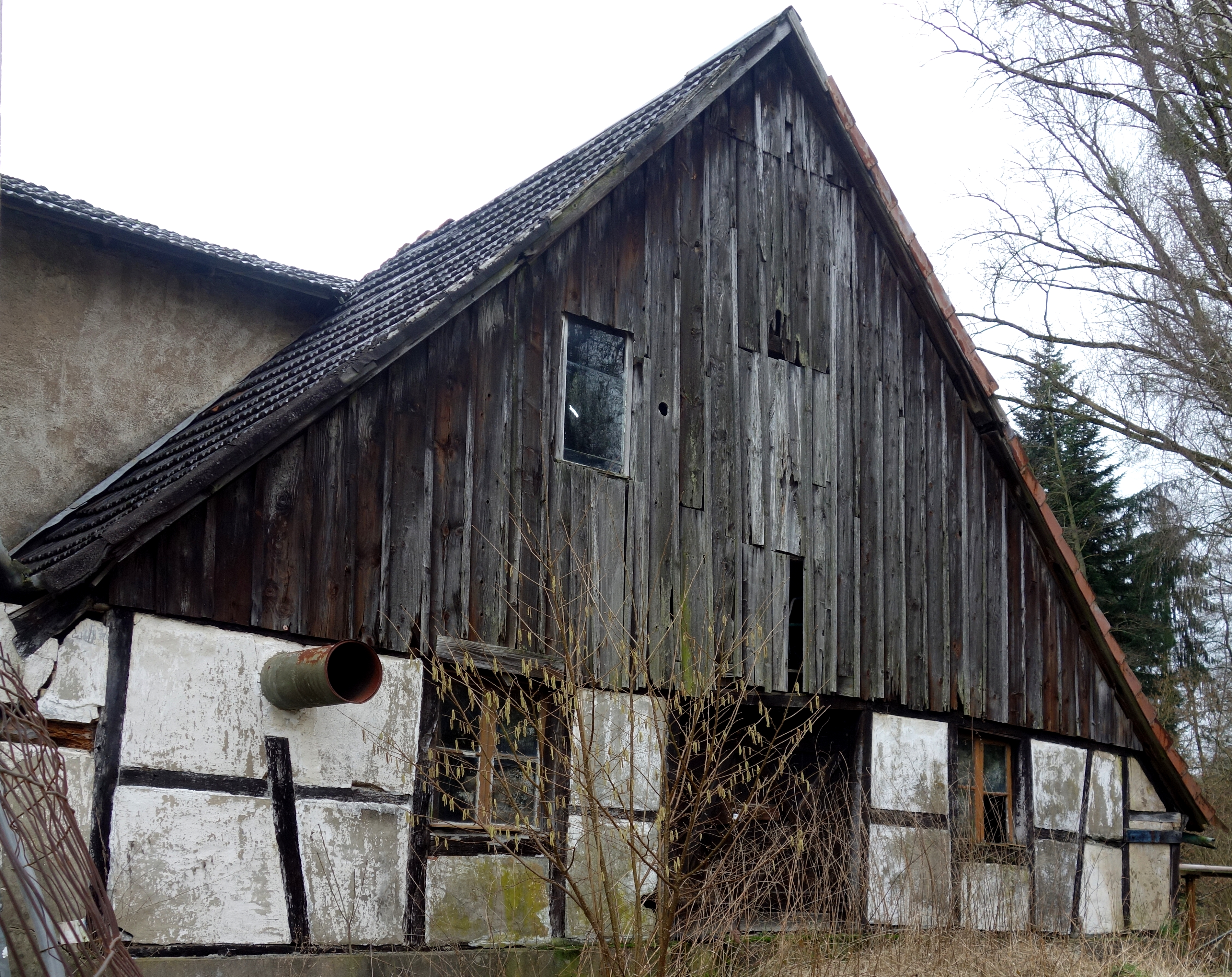
Grunder Mühle

Die Grunder Mühle ist eine ehemalige Wassermühle am Ölbach im Leverkusener Stadtteil Bergisch Neukirchen in Nordrhein-Westfalen.

## Geschichte und Beschreibung

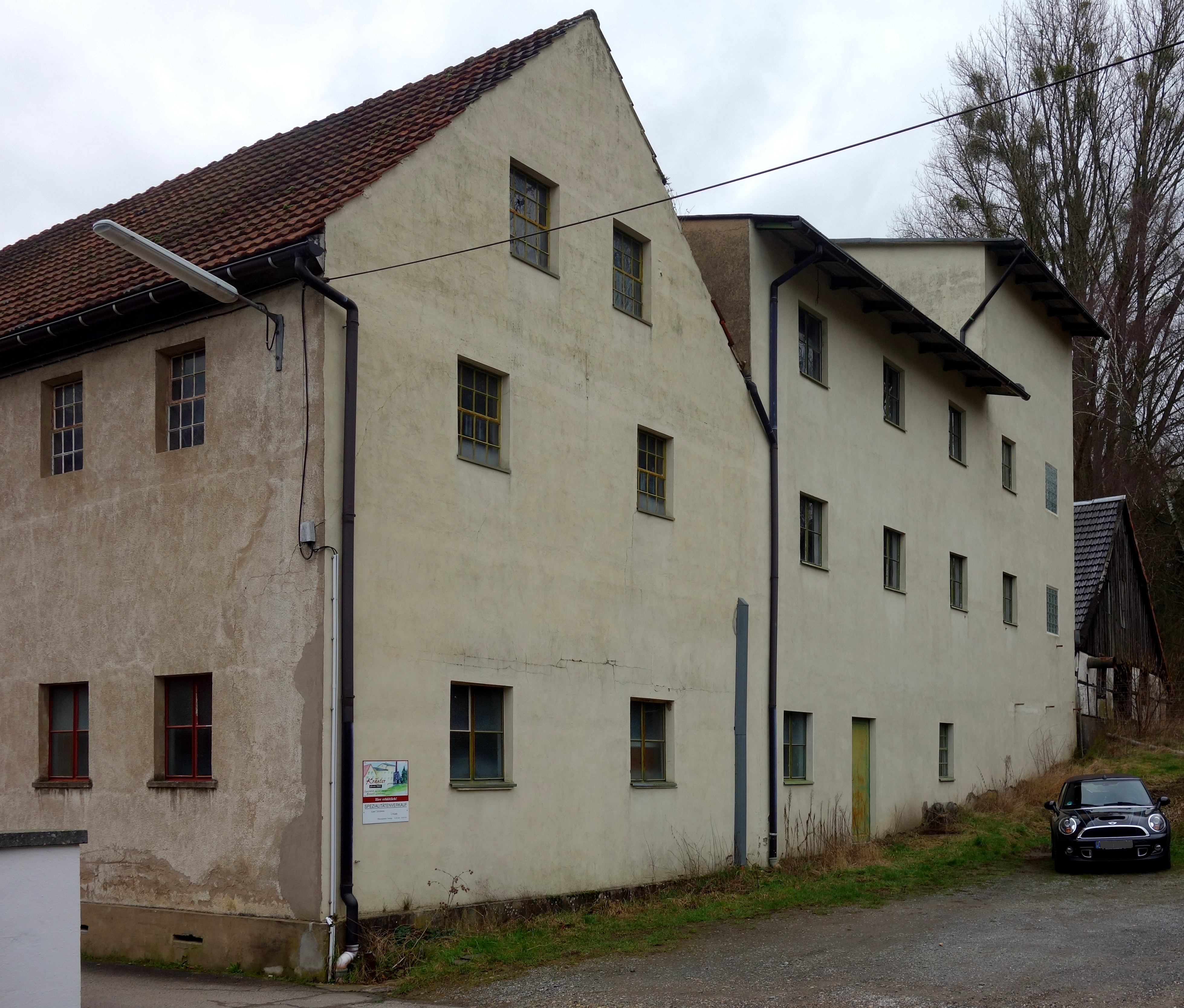
Außenansicht der Kornbrennerei mit ehemaligem Fachwerk-Mühlengebäude im Hintergrund

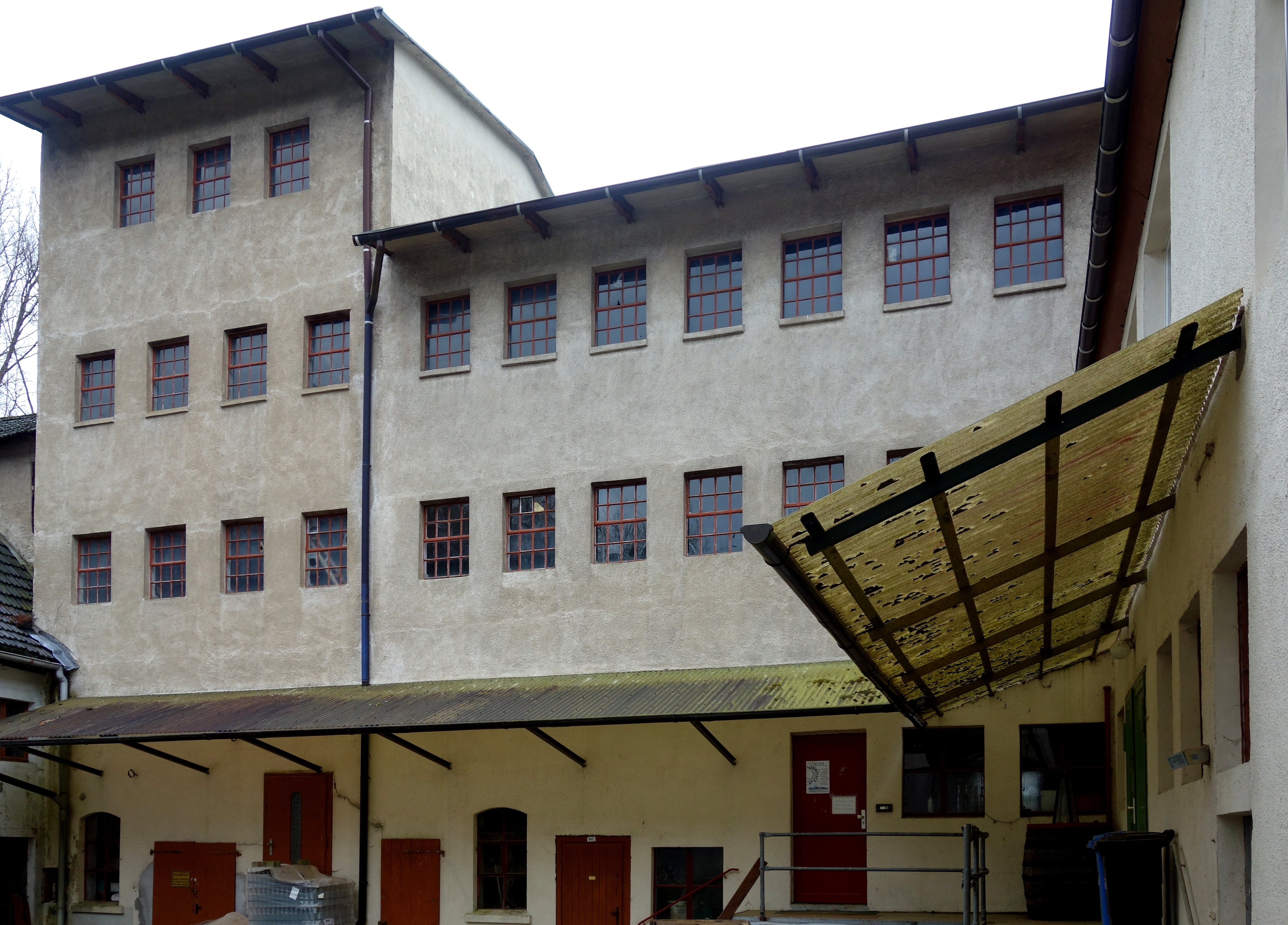
Innenhof der Kornbrennerei

Am Standort der heutigen Grunder Mühle wurde 1799 eine Mühle mit dem damaligen Namen Grützmühle erbaut. Sie besaß grundsätzlich ein unterschlächtiges Wasserrad. Mit einer zusätzlichen oberschlächtigen Beaufschlagung konnte das Rad jedoch auch durch das zugeführte Wasser eines oberhalb liegenden Stauteichs angetrieben werden.
Nachdem die Mühle stillgelegt worden war, wurde ein Teil der technischen Ausstattung demontiert. Ein originales Zwei-Steine-Mahlwerk mit einem Läufer- und einem Lagerstein, einem Mehlkasten sowie einer Aushebe-Galgen-Anlage befindet sich noch heute in einem guten gebrauchsfähigen Erhaltungszustand. Teile des Wasserrads sind ebenfalls noch erhalten.
Heute gehören zum ehemaligen Mühlenkomplex ein Teil des Mühlengebäudes in Fachwerkbauweise, Graben- und Wehranlagen sowie ein Stauteich. Eine Kornbrennerei, die schon 1864 zusätzlich zum Mühlenbetrieb die Produktion aufnahm, stellt heute klare und Kräuterspirituosen für den regionalen Vertrieb her.

## Denkmalschutz
Die Grunder Mühle wurde am 18. Dezember 1996 unter der Nummer 282 in die Liste der Baudenkmäler in Leverkusen eingetragen.